# Allium drummondii
Allium drummondii es una especie de planta bulbosa del género Allium, perteneciente a la familia de las amarilidáceas, del orden de las Asparagales. Es originaria de América del Norte.

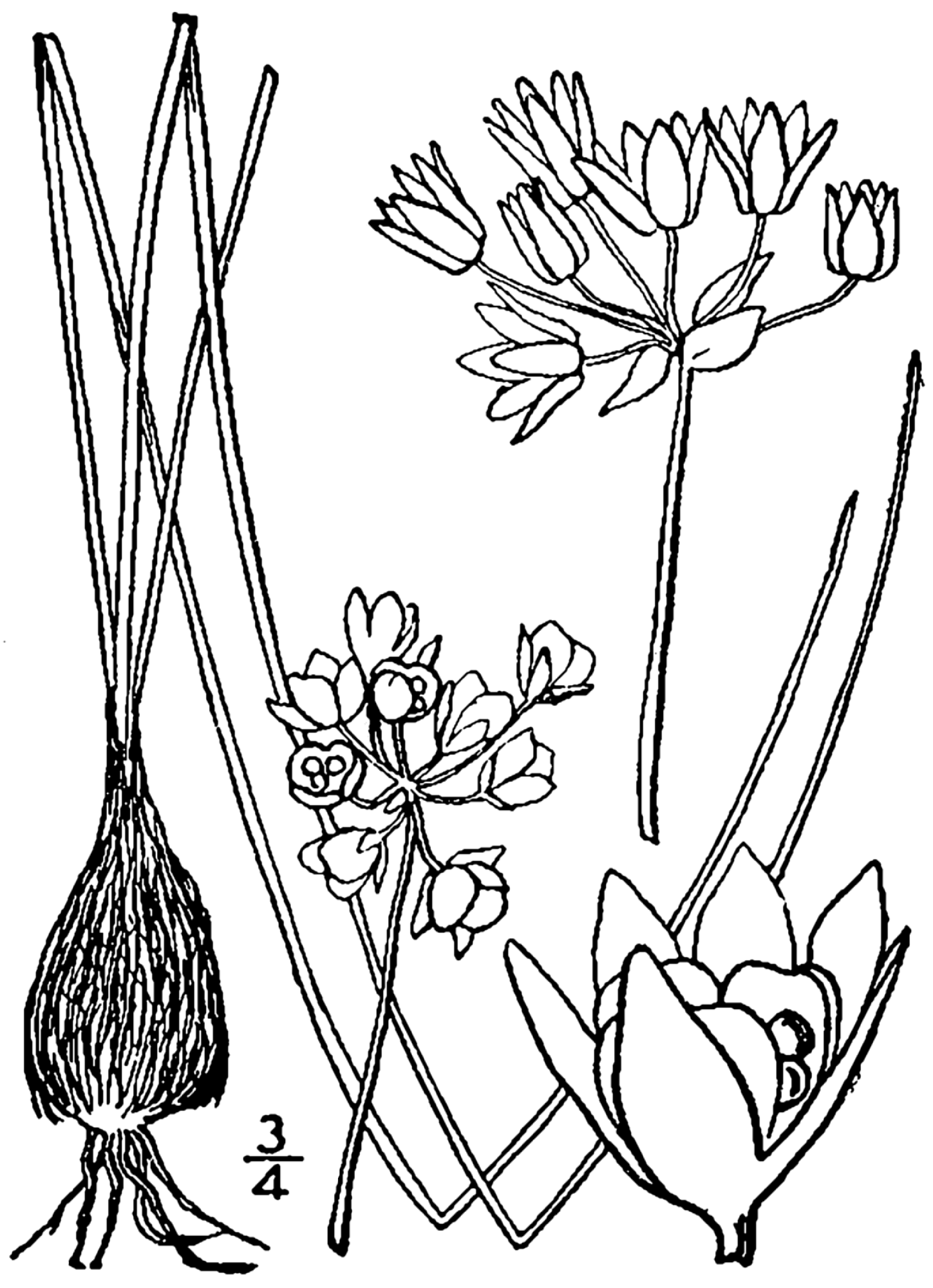
Ilustración

## Descripción
Es utilizado por tribus americanas nativas que van desde las llanuras del sur de Texas, a Nuevo México y California. Las preciosas flores son blancas y florecen de abril a mayo  en una variedad de colores que van del blanco al rosa.

## Usos
Esta especie de Allium es recogida por los nativos por sus pequeños bulbos comestibles, ya que contiene una considerable cantidad de inulina, un azúcar que los humanos no pueden digerir. Debido a esto, estas cebollas se deben calentar durante un largo periodo de tiempo con el fin de convertir la inulina en azúcares digeribles.

## Taxonomía
Allium drummondii fue descrita por  Eduard August von Regel y publicado en Trudy Imperatorskago S.-Peterburgskago Botaničeskago Sada 32: 112, en el año 1875.
Etimología
Allium: nombre genérico muy antiguo. Las plantas de este género eran conocidos tanto por los romanos como por los griegos. Sin embargo, parece que el término tiene un origen celta y significa "quemar", en referencia al fuerte olor acre de la planta. Uno de los primeros en utilizar este nombre para fines botánicos fue el naturalista francés Joseph Pitton de Tournefort (1656-1708).
drummondii: epíteto otorgado en honor del botánico escocés Thomas Drummond.